# Titanethes nodifer
Titanethes nodifer är en kräftdjursart som beskrevs av Karl Wilhelm Verhoeff 1901D. Titanethes nodifer ingår i släktet Titanethes och familjen Trichoniscidae. Inga underarter finns listade i Catalogue of Life.